# Boukadir
Boukadir là một đô thị thuộc tỉnh Chlef, Algérie. Dân số thời điểm năm 2002 là 41.655 người.